# Vale (compañía minera)
Vale (pronunciación en portugués brasileño: ['vali], nombre completo: Companhia Vale do Rio Doce) es una empresa multinacional brasileña fundada en 1942 y con sede en la ciudad de Río de Janeiro, la empresa opera en los sectores de minería, logística, energía siderúrgica y petróleo, y es uno de los mayores operadores logísticos de Brasil. Es también la segunda compañía minera más grande del mundo, y el mayor productor mundial de Hierro y segundo en Níquel. En el sector de la energía eléctrica, la compañía participa en consorcios y actualmente opera nueve plantas hidroeléctricas. En 2010 el valor de mercado de la empresa superó los 160 mil millones de dólares y obtuvo una facturación de más de 50 mil millones de dólares. La compañía cotiza en las bolsas de valores de São Paulo, Nueva York, Buenos Aires, Berlín, Stuttgart, Frankfurt, París, Hong Kong y Madrid.
La empresa es responsable de las dos mayores tragedias ambientales de Brasil, con la rotura de la presa del poblado minero de Mariana en 2015 y la de Brumadinho en 2019, donde murieron por lo menos 165 personas y desaparecieron otras tantas.

## Historia
La Compañía Vale do Rio Doce o (CVRD, como era conocida la empresa antes de 2007) fue fundada el 1 de junio de 1942 como empresa pública del Gobierno Federal de Brasil. Siete años después de su fundación, La CVRD ya era responsable del 80% de las exportaciones brasileñas de mineral de hierro. En 1966, la compañía inauguró el Puerto de Tubarão, que se convirtió en el puerto más importante para CVRD y todavía se utiliza para exportar hierro extraídos del Cuadrángulo de hierro 'en Minas Gerais. En 1974 Vale se convirtió en el mayor exportador mundial de mineral de hierro, un título que todavía ocupa en la actualidad. Luego, en 1982, Vale comenzó a diversificarse hacia el Nordeste, Centro-Oeste y Norte de Brasil después de que comenzó a producir aluminio en Río de Janeiro.
En 1997, Vale pasó totalmente a manos privadas después de que el Gobierno Federal de Brasil vendiera el 41,73% de sus acciones por un monto de 3.338 millones de dólares, Después de ser privatizada, Vale decidió centrarse exclusivamente en el negocio de la minería y todo su negocio de energía y logística lo tiene para reducir principalmente los costos y los riesgos de las operaciones mineras de la empresa y no para generar ingresos, de hecho el negocio de la energía no genera ni siquiera el 1% de los ingresos totales de Vale. y sus operaciones logísticas solo alcanzan alrededor del 7% de los ingresos totales. 

### Venta y compra de empresas
En línea con la decisión de Vale de centrarse exclusivamente en su negocio de la minería, la compañía entre los años 2000 y 2007 vendió en más de 2900 millones de dólares sus negocios de acero y pulpa de madera y efectivamente se retiró de esas industrias.
Así se consolidó exclusivamente en la minería en un proceso que comenzó en el año 2000 y culminó en el 2007 invirtiendo más de 4,9 mil millones de dólares en adquisiciones. Una de las más significativas adquisiciones de Vale fue la empresa de hierro Caemi, por la que pagó más de 3,2 mil millones de dólares convirtiéndose en propietaria de todos los exportadores brasileños de mineral de hierro.
Vale empezó a diversificar sus negocios y trató de aumentar su participación en metales no ferrosos en los ingresos totales de la compañía, y así salir de la dependencia de Vale en el precio del mineral de hierro. La diversificación de negocios se ha logrado principalmente con la adquisición de Inco que fue la segunda compañía minera de Canadá, por  18,9 mil millones de dólares Y se convirtió en la mayor adquisición jamás realizada por una empresa brasileña. Así logró aumentar la participación de metales no ferrosos en los ingresos totales del 7% en 2000 a alrededor del 34% en 2006. Además se diversificó en la minería de cobre cuando en 2001, compró por 48,5 millones de dólares la mina Sossego situada en el complejo de Carajás. En 2005, Vale compró Canico Resources, una compañía minera canadiense de níquel, por 800 millones US$. lo que aumentó su diversificación en el negocio de metales no ferrosos para su línea de productos. Y terminó sus diversificación cuando en 2007 compró la compañía australiana de extracción de carbón AMCI Holdings Company por 656 millones de dólares.

## Vale en el mundo
Vale, además de estar presente en 16 estados brasileños también está presente en los 5 continentes: América, Europa, África, Asia y Oceanía.
Vale ha logrado consolidarse como una compañía minera global a través de joint ventures y adquisiciones en el extranjero. Como puede verse en Operaciones Globales Vale tiene participación en las operaciones mineras en Finlandia, Canadá, Australia, Mongolia, China, India, Angola, Sudáfrica, Chile, Perú y otros países.
En noviembre de 2007, la empresa retiró la marca CVRD en favor de la nueva marca Vale. La compañía ha anunciado que invertirá $ 50 millones el establecimiento de su nuevo logotipo y de marca mundial.
Vale cuenta con un presupuesto de inversión de 11 mil millones US$ para 2008, el mayor programa de inversión anual jamás realizado por Vale o por cualquier otra empresa minera en el mundo. El presupuesto de 2008 es parte del plan estratégico de la empresa y refuerza el año 5, $ 59 mil millones del programa de inversión, y por lo tanto implica un aumento significativo para el crecimiento orgánico, en comparación con el período 2003-2007, que se estima en 18 mil millones de dólares.
Actualmente tiene su sede en Río de Janeiro y cuenta con oficinas en:
- Barranquilla
- Brisbane
- Buenos Aires
- Madrid
- Lima
- Londres
- Maputo
- Seúl
- Shanghái
- Singapur
- Tokio
- Toronto
- Saint-Prex